# Dutch Beer Challenge 2025
De elfde editie van de Dutch Beer Challenge vond plaats op 16 april 2025 in Rotterdam. Meer dan 900 Nederlandse brouwerijen en brouwerijhuurders werden uitgenodigd om deel te nemen.

## Winnaars
Voor de elfde editie werden 462 bieren ingestuurd. Aan de 50 winnende brouwerijen werden op 6 mei 2025 in het Nederlands Openluchtmuseum in Arnhem in totaal 27 gouden, 32 zilveren en 34 bronzen medailles uitgereikt. Bij elkaar waren er dit jaar dus 93 winnende bieren. Twee brouwerijen wisten drie gouden medailles te scoren: Uiltje Brewing Company en Oedipus Brewing. Uiltje Brewing Company won ook nog eens twee zilveren medailles en twee bronzen medailles en is met zeven medailles in totaal de grote winnaar van deze elfde editie. De Texelse Bierbrouwerij won vijf medailles (één goud, vier zilver). Twee brouwerijen behaalden vier medailles: Brouwerij 't IJ (twee zilver, twee brons) en Hooglander Bier (twee zilver, twee brons). Er waren acht brouwerijen met drie medailles: Oedipus Brewing (drie goud), Brouwerij Maallust (twee goud, één brons), Gooische Bierbrouwerij (één goud, twee zilver), Brouwerij De Magistraat (één goud, twee brons), Stadshaven Brouwerij Rotterdam (drie brons), Stadsbrouwerij Vos (drie brons), Brouwerij De Koningshoeven la Trappe (één goud, één zilver, één brons) en Royal Swinkels (één goud, één zilver, één brons). Vervolgens waren er elf brouwerijen met twee medailles en zevenentwintig brouwerijen met één medaille.
De Mitra Award voor 'Het Beste Bier van Nederland 2025' werd toegekend aan Slotbier Blond van Stichting Slotbier op Seyst.
Drie bieren werden voor het tweede jaar op rij als beste in hun categorie beoordeeld met goud: País Tropical (Oedipus Brewing), Thialfi Bükke (Burgunder Bier) en Fun House Non Alcoholic NEIPA (VandeStreek).

### Brouwerijen met minimaal drie medailles
| Brouwerij                            | Goud | Zilver | Brons | Totaal |
| ------------------------------------ | ---- | ------ | ----- | ------ |
| Uiltje Brewing Company               | 3    | 2      | 2     | 7      |
| Texelse Bierbrouwerij                | 1    | 4      | 0     | 5      |
| Brouwerij 't IJ                      | 0    | 2      | 2     | 4      |
| Hooglander Bier                      | 0    | 2      | 2     | 4      |
| Oedipus Brewing                      | 3    | 0      | 0     | 3      |
| Brouwerij Maallust                   | 2    | 0      | 1     | 3      |
| Gooische Bierbrouwerij               | 1    | 2      | 0     | 3      |
| Brouwerij De Magistraat              | 1    | 0      | 2     | 3      |
| Stadshaven Brouwerij Rotterdam       | 0    | 0      | 3     | 3      |
| Stadsbrouwerij Vos                   | 0    | 0      | 3     | 3      |
| Brouwerij De Koningshoeven la Trappe | 1    | 1      | 1     | 3      |
| Royal Swinkels                       | 1    | 1      | 1     | 3      |

Naast bovengenoemde brouwerijen waren er elf brouwerijen met twee medailles en zevenentwintig brouwerijen met één medaille.
Overzicht van de bieren die een medaille behaalden in de Dutch Beer Challenge van 2025:

### Amber Ale
| Bier                                             | Brouwerij                 | Subcategorie            | Prijs  |
| ------------------------------------------------ | ------------------------- | ----------------------- | ------ |
| Dutch Eagle                                      | Brouwerij Poesiat & Kater | Pale Ale/Speciale Belge | Goud   |
| Texels Vuurbaak                                  | Texelse Bierbrouwerij     | Pale Ale/Speciale Belge | Zilver |
| Speciale Henky                                   | Henky                     | Pale Ale/Speciale Belge | Brons  |
| Craft Beer Cookout                               | Uiltje Brewing Company    | IPA                     | Goud   |
| Wispe IPA                                        | Wispe Brouwerij           | IPA                     | Zilver |
| Hooglander Behouden Vaart (10 jaar jubileum IPA) | Hooglander Bier           | IPA                     | Brons  |
| Vuur & Vlam                                      | Brouwerij De Molen        | IPA                     | Brons  |
| Epicurious DDH DIPA 7.4%                         | Backyard Brewing Co       | Double/Imperial IPA     | Zilver |
| Dr. Raptor                                       | Uiltje Brewing Company    | Double/Imperial IPA     | Brons  |
| País Tropical                                    | Oedipus Brewing           | Session IPA             | Goud   |
| Calypso                                          | Brouwerij 't IJ           | Session IPA             | Zilver |
| Vesting Session                                  | Stadsbrouwerij Vos        | Session IPA             | Brons  |
| Haver Safari                                     | Pivo Brouwerij            | Hazy IPA/NEIPA          | Goud   |
| Juicy Lucy                                       | Uiltje Brewing Company    | Hazy IPA/NEIPA          | Zilver |
| NIJPA                                            | Brouwerij 't IJ           | Hazy IPA/NEIPA          | Brons  |

### Blond
| Bier                        | Brouwerij                     | Subcategorie   | Prijs  |
| --------------------------- | ----------------------------- | -------------- | ------ |
| Alfa Edel Pils              | Meens Bierbrouwerij NL        | Pils           | Goud   |
| Gooisch Goud                | Gooische Bierbrouwerij        | Pils           | Zilver |
| Bavaria Pilsener Glutenfree | Royal Swinkels Family Brewers | Pils           | Brons  |
| Gooisch Saison              | Gooische Bierbrouwerij        | Saison         | Zilver |
| Saison                      | Brouwerij De 7 Deugden        | Saison         | Brons  |
| Slotbier Blond              | Stichting Slotbier op Seyst   | Licht Blond    | Goud   |
| Leidse Goud Blond           | Brouwerij Leidse Goud         | Licht Blond    | Zilver |
| Gouverneur Blond            | Lindeboom Bierbrouwerij       | Licht Blond    | Brons  |
| Octopus Blond               | Stadshaven Brouwerij          | Licht Blond    | Brons  |
| Remix                       | Oedipus Brewing               | Blond-/Meibock | Goud   |
| Alfa Krachtig Dort          | Meens Bierbrouwerij NL        | Blond-/Meibock | Zilver |
| De Deerne                   | Brouwerij Maallust            | Blond-/Meibock | Brons  |
| Paasij                      | Brouwerij 't IJ               | Blond-/Meibock | Brons  |
| Questeerder                 | Bierbrouwerij De Magistraat   | Zwaar Blond    | Goud   |
| Texels Springtij            | Texelse Bierbrouwerij         | Zwaar Blond    | Zilver |
| Piranha Tripel              | Stadshaven Brouwerij          | Zwaar Blond    | Brons  |
| Wispe Brut Imperial Saison  | Wispe Brouwerij               | Zwaar Blond    | Brons  |
| Vlaams Paard                | Havenbrouwerij Het Brouwdok   | Tripel         | Goud   |
| Texels Tuunwal Tripel       | Texelse Bierbrouwerij         | Tripel         | Zilver |
| Grote Burgemeester          | Seagull Brewing               | Tripel         | Brons  |
| What's Up, Dude?            | Uiltje Brewing Company        | Hoppy Lager    | Goud   |
| DDH India Pale Lager V2     | De Hoppenaar                  | Hoppy Lager    | Zilver |

### Donker
| Bier                             | Brouwerij                          | Subcategorie           | Prijs  |
| -------------------------------- | ---------------------------------- | ---------------------- | ------ |
| Naeckte Non – Dubbel             | Naeckte Brouwers Annakerk          | Licht Donker           | Zilver |
| Diefhenker                       | Bierbrouwerij De Magistraat        | Licht Donker           | Brons  |
| Thialfi Bükke                    | Burgunder Bier                     | Bock/Dubbelbock        | Goud   |
| Othmar Bock                      | Othmar Bier                        | Bock/Dubbelbock        | Zilver |
| Tesselaar Slufter Bok            | Familiebrouwerij Diks              | Bock/Dubbelbock        | Brons  |
| Zwarte Magie                     | Bierbrouwerij Wentersch            | Dark/Black IPA         | Goud   |
| Black in time                    | Uiltje Brewing Company             | Dark/Black IPA         | Zilver |
| Black Pearl                      | Amsterdamse Bierbrouwerij Homeland | Dark/Black IPA         | Brons  |
| Stoute Snor                      | Brouwerij de Snor                  | Stout/Porter           | Goud   |
| Galaxy Baltic Porter             | Muifelbrouwerij                    | Stout/Porter           | Zilver |
| Hooglander Espresso Stout        | Hooglander Bier                    | Stout/Porter           | Brons  |
| Zwentibold                       | Aspro Brews                        | Zwaar donker/Quadrupel | Goud   |
| Drumlin 2024                     | Dorpsbrouwerij Terheijden          | Zwaar donker/Quadrupel | Zilver |
| Poldermolenaar                   | Bierbrouwerij De Magistraat        | Zwaar donker/Quadrupel | Brons  |
| Zwartbaard                       | Amsterdamse Bierbrouwerij Homeland | Imperial Stout         | Goud   |
| Export Porter 1750               | Brouwerij Kees                     | Imperial Stout         | Zilver |
| Heft Ruig Russian Imperial Stout | Brouwerij Heft                     | Imperial Stout         | Brons  |
| Hel & Verdoemenis                | Brouwerij De Molen                 | Imperial Stout         | Brons  |

### Innovatie/Speciaal
| Bier                                             | Brouwerij                      | Subcategorie                | Prijs  |
| ------------------------------------------------ | ------------------------------ | --------------------------- | ------ |
| Two Tales 2024                                   | Rigtersbier                    | Fruit                       | Zilver |
| Blauwe Schien                                    | Brouwerij De Klep              | Fruit                       | Brons  |
| Pomme Pressure                                   | Uiltje Brewing Company         | Houtgelagerd                | Goud   |
| Gouden Handdruk                                  | Breugem Bier                   | Houtgelagerd                | Zilver |
| Hooglander #13 Vatgerijpt (Highland Single Malt) | Hooglander Bier                | Houtgelagerd                | Zilver |
| Belgian Dark Ale                                 | Fortbrouwerij Duits & Lauret   | Houtgelagerd                | Brons  |
| Dukaat #1                                        | Brouwerij Florijn              | Houtgelagerd                | Brons  |
| 1818 Special Edition                             | Brouwerij Maallust             | Rook                        | Goud   |
| Houtgerijpte Rook Dubbelbock                     | Fortbrouwerij Duits & Lauret   | Rook                        | Zilver |
| Buurse stoombier                                 | Rigtersbier                    | Rook                        | Brons  |
| Grape Ale                                        | Davo Bieren                    | Speciaal (Minder dan 6 ABV) | Goud   |
| Hop To Be Square                                 | Jopen Bier                     | Speciaal (Minder dan 6 ABV) | Zilver |
| Vergulden Vos                                    | Stadsbrouwerij Vos             | Speciaal (Minder dan 6 ABV) | Brons  |
| Bière de Garde – Groene Hop                      | Brouwerij Maallust             | Speciaal (Meer dan 6 ABV)   | Goud   |
| Texels Noorderwiend                              | Texelse Bierbrouwerij          | Speciaal (Meer dan 6 ABV)   | Zilver |
| Smakkerd                                         | Breugem Bier                   | Speciaal (Meer dan 6 ABV)   | Brons  |
| Gooisch Wild Wit                                 | Gooische Bierbrouwerij         | Sour/Brett                  | Goud   |
| Bavaria 0.0%                                     | Royal Swinkels Family Brewers  | Alcoholvrij                 | Goud   |
| La Trappe Nillis 0.0%                            | Bierbrouwerij De Koningshoeven | Alcoholvrij                 | Goud   |
| Swinckels' 0.0%                                  | Royal Swinkels Family Brewers  | Alcoholvrij                 | Zilver |
| La Trappe Epos 0.0%                              | Bierbrouwerij De Koningshoeven | Alcoholvrij                 | Brons  |
| Fun House non alcoholic NEIPA                    | vandeStreek Bier               | Alcoholarm                  | Goud   |
| Lowlander Mango I.P.A non-alc                    | Lowlander                      | Alcoholarm                  | Goud   |
| Juice Punch 0.5                                  | Frontaal Brewing Co.           | Alcoholarm                  | Zilver |
| Bird of Prey 0.2%                                | Uiltje Brewing Company         | Alcoholarm                  | Brons  |
| Texels Stormbock                                 | Texelse Bierbrouwerij          | Gerstewijn (Barley Wine)    | Goud   |
| Futurum Barley Wine                              | Brouwerij de Toekomst          | Gerstewijn (Barley Wine)    | Zilver |
| Ridgeback                                        | Frontaal Brewing Co.           | Gerstewijn (Barley Wine)    | Zilver |
| Nieuw Ligt                                       | Brouwerij de Hemel             | Gerstewijn (Barley Wine)    | Brons  |
| Hooglander #ÇaVaBien                             | Hooglander Bier                | Pastry                      | Zilver |
| Proemevlaai                                      | Aspro Brews                    | Pastry                      | Brons  |

### Tarwe-/Granenbier
| Bier                        | Brouwerij                      | Subcategorie | Prijs  |
| --------------------------- | ------------------------------ | ------------ | ------ |
| Bride                       | Oedipus Brewing                | Witbier      | Goud   |
| IJwit                       | Brouwerij 't IJ                | Witbier      | Zilver |
| La Trappe Witte Trappist    | Bierbrouwerij De Koningshoeven | Witbier      | Zilver |
| Great White                 | Stadshaven Brouwerij           | Witbier      | Brons  |
| Gouverneur Weizen           | Lindeboom Bierbrouwerij        | Weizen       | Goud   |
| Witzige Weizen (biologisch) | vandeStreek Bier               | Weizen       | Zilver |
| Weize Vos                   | Stadsbrouwerij Vos             | Weizen       | Brons  |